# Eranos
Eranos é a designação dada a um encontro de pensadores dedicados inicialmente aos estudos das religiões orientais e ocidentais, filosofia e psicologia que ocorreu regularmente próximo a Ascona, na Suíça, a partir de 1933. O nome, sugerido por Rudolf Otto, é derivação da palavra grega que significa um banquete onde não existe um anfitrião a prover os convidados, mas onde todos contribuem com sua comida.

## História
O grupo de Eranos eram realizados na casa de Olga Froebe-Kapteyn em 1933, ela era interessada nos estudos de simbolismo, arte e a psicologia de Jung. As conferências ocorreram anualmente em sua propriedade desde então - às margens do Lago Maggiore, próximo a Ascona, na Suíça. Por mais de setenta anos, as reuniões serviram como ponto de contato entre intelectuais de diferentes orientações de pensamento. Foram convivas de Eranos especialistas de áreas diversas, desde pensadores das "psicologias profundas" (psicanálise, psicologia analítica), aos estudos em religiões comparadas, mitologia, história, crítica literária, folclore e epistemologia das ciências naturais, como física, química e biologia.
As conferências tinham duração de oito dias. Durante esse período, os participantes realizavam suas atividades em conjunto, vivendo de forma comunal e exercendo abertamente o diálogo e o debate. Todo ano, um tema novo era proposto; cada intelectual ou pensador poderia dispor de duas horas para apresentar uma fala de sua escolha relacionada ao tema - sua contribuição ao "banquete" de ideias. Dada a diversidade de pensamento, não é possível designar os escontros de Eranos como uma "escola", embora tenha havido uma intensa troca e a partilha de questões em comum, como a hermenêutica dos símbolos e os fundamentos da possibilidade do conhecimento científico (epistemologia).
Nos anos mais recentes, o foco dos encontros mudaram para um estudo mais detalhado de I-ching.

## Membros de Eranos
Seguem alguns nomes relevantes que participaram do Círculo de Eranos e suas respectivas áreas de estudos:
- Rudolf Otto - fenomenologia da experiência religiosa.
- Paul Tillich - teologia e filosofia cristã.
- Gerardus van der Leeuw - fenomenologia e história das religiões.
- Gilbert Durand - arquetipologia geral e hermenêutica dos símbolos.
- Carl Gustav Jung - psicologia analítica.
- Marie Louise von Franz - psicologia analítica.
- Martin Buber
- James Hillman - psicologia Analítica.
- Richard Wilhelm - religiões orientais - China.
- Giuseppe Tucci - arqueologia mediterrânica e religiões orientais - Tibete.
- Henri-Charles Puech - história das religiões.
- Raffaele Pettazzoni - história das religiões.
- Alain Danielou - religiões orientais e cristianismo primitivo.
- D. T. Suzuki - zen-budismo.
- Toshihiko Izutsu - filosofia e história das religiões
- Heinrich Zimmer - arte religiosa indiana, ciclo arturiano do Santo Graal.
- Karl Kerényi - mitologia grega.
- Mircea Eliade - história das religiões.
- Erich Neumann - psicologia analítica.
- Gilles Quispel - estudos gnósticos.
- Gershom Scholem - misticismo judaico.
- Henry Corbin - religião islâmica.
- Adolf Portmann - biologia.
- Jakob von Uexküll - biologia (biossemiótica)
- Herbert Read - história da arte.
- Max Knoll - física.
- Schrödinger - física.
- Pauli - física.
- Bohr - física.
- Knoll - física.
- Joseph Campbell - mitologia comparada.
- Andrés Ortiz-Osés - mitologia mediterrânica.
- D. T. Suzuki - autor japonês de livros sobre Budismo, Zen e Jodo Shinshu
- Paul Tillich
- Gershom Sholem